# ノルベルト・ボッビオ

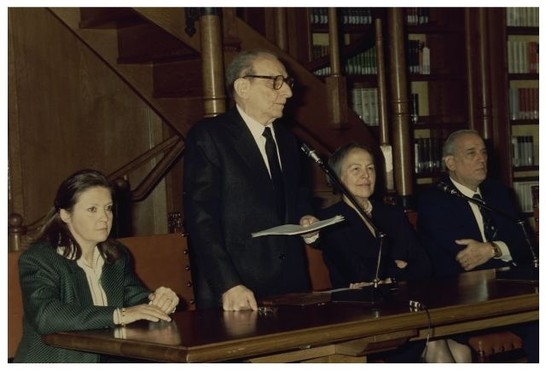

ノルベルト・ボッビオ（Norberto Bobbio、1909年10月18日 - 2004年1月9日）は、イタリアの思想家、法哲学者、政治思想史家。

## 生涯
ピエモンテ州ポルミダの中産階級の家庭に生まれる。高校時代にチェーザレ・パヴェーゼやレオーネ・ギンズブルクらと知り合う。トリノ大学に進学し、法哲学を専攻した。1935年、トリノ大学講師となったのち、カメリノ大学、シエナ大学、パドヴァ大学で教鞭を執った。第二次大戦中、非合法組織「行動党」に参加し、1943-1944年の間、服役していた。1946年、イタリア議会選挙に立候補するが落選し、党活動からも離れ、アカデミズムの世界に戻り、1948年からトリノ大学で教鞭をとった。1984年、終身上院議員に指名された。
法の支配・権力分立・権力の制限・法実証主義の擁護者として、ボッビオは、社会主義者であったが、マルクス主義の多くに見られる反民主的・権威主義的な要素には反対していた。彼は、1970年代にイタリア共産党とキリスト教民主党との間で結ばれた「歴史的妥協」の熱烈な支持者だった。

## 著作
- 『イタリア・イデオロギー』馬場康雄・押場靖志訳、未來社、1993年
- 『右と左　政治的区別の理由と意味』片桐薫・片桐圭子訳、御茶の水書房、1998年
- 『グラムシ思想の再検討　市民社会・政治文化・弁証法』小原耕一・松田博・黒沢惟昭訳、御茶の水書房、2000年
- 『光はトリノより　イタリア現代精神史』中村勝己訳、青土社、2003年

共著
- 『事物の本性論』原秀男・栗田陸雄訳、成文堂、1978年
- 『マルクス主義と国家　ノルベルト・ボッビオのテーゼにもとづくイタリア左翼の公開討論』石堂清倫訳、三一書房、1980年